# 波台黐線佬
波台黐線佬（英語：ChiSinLo，簡稱：黐線佬）是一個香港足球代表隊的球迷組織，並起源於高登討論區體育台。

## 歷史

### 論壇源起
高登討論區體育台原為讓會員用作體育運動交流的平台，因大部份內容包含足球，故又稱為「波台」。由於會員喜愛惹事生非，故他們有「波台痴線佬」之稱。其中，會員解開基因鎖於2018俄羅斯世界盃外圍賽發起會員球迷入場，身體力行打氣支持香港隊，包括2015年的港中大戰，為日後組織化舖路。

### 打氣文化
波台黐線佬倡議熱血和勇武的打氣方法，90分鐘的足球比賽中保持為香港球員打氣呼喊、向對手喝倒彩施加壓力、球場周邊搖旗擊鼓、各種小道具以及手繪球員橫幅增加球賽氣氛。波台黐線佬也利用社交平台作動員和組織，並會尋找外國文化做例子，以豐富大眾對球迷文化的認知。同時，黐線佬於社交媒體保持活躍，保持以諷刺或惡搞方式表達香港球圈現象，扮演壓力團體角色。 

## 爭議

### 被指與球場噓國歌事件有關
在2017年10月和11月的亞洲盃外圍賽中，球迷組織香港力量多次在賽前表示，球迷入場是為了支持港隊而非噓國歌，極力否認有企圖挑動及煽動球迷噓國歌。唯在10月10日香港隊主場對馬來西亞的亞洲盃外圍賽，仍有球迷在賽前噓國歌，令香港足球總會被亞洲足球協會發出「嚴厲警告」。及後11月14日港足對黎巴嫩的另一場亞洲盃外圍賽前，球迷再噓國歌，亞洲足協判處香港足球總會違反《亞洲足協紀律章程第65條1節》，罰款3000美元，同時重申再犯有更嚴厲懲處。

### 被香港報章標籤政治立場
在2017年2019年亞洲盃外圍賽對黎巴嫩賽事期間，波台黐線佬舉起名為「We Stand Together」的打氣橫幅，惟南華早報卻誤指有關橫幅與香港獨立有關。事後組織發表聲明指出報導內容失實，組織成員也表示標語獲得香港足球總會批准展示和嚴格審查。
在2018年省港盃足球賽首回合後，香港傳統左派報章大公報及文匯報，在頭條報道香港球迷「噓波」（對作客的廣東隊報以噓聲）煽動仇恨，並將包括波台黐線佬及另一球迷組織香港力量在內的香港球迷標籤為支持香港獨立的「獨派」。

## 外部連結
- 波台黐線佬 Facebook 專頁
- 波台黐線佬 Instagram
- 波台黐線佬 YouTube 頻道
- 波台黐線佬 Fanpiece 專欄 （页面存档备份，存于）